# Aïn El Kébira (distrito)
Aïn El Kébira é um distrito localizado na província de Sétif, Argélia. Sua capital é a cidade de mesmo nome. A população total do distrito era de 55 049 habitantes, em 2008.[carece de fontes?]

## Comunas
O distrito está dividido em três comunas:
- Aïn El Kébira
- Dehamcha
- Ouled Addouane